# Tuzson Bence
Tuzson Bence Balázs (Budapest, 1972. január 31. –) magyar politikus, jogász, 2014 óta országgyűlési képviselő, 2015 októberétől a Miniszterelnöki Kabinetiroda kormányzati kommunikációért felelős államtitkára. 2018. május 22-től a Miniszterelnökség közszolgálatért felelős államtitkára. 2020. január 3-tól a Miniszterelnöki Kabinetiroda kormányzati államtitkára. 2023. augusztus 1-től Magyarország igazságügyi minisztere.

## Életpályája
Édesanyja építészmérnök, édesapja gépészmérnök. 1991-ben tett érettségi vizsgát a budapesti Szilágyi Erzsébet Gimnáziumban. Az Eötvös Loránd Tudományegyetem (ELTE) Állam- és Jogtudományi Karán (ÁJK) szerzett jogi diplomát.
1997-ben az Amerikai Egyesült Államokban tett tanulmányútja során az államszervezetet, önkormányzati rendszert tanulmányozta, valamint Houston város tiszteletbeli polgára és jószolgálati nagykövete lett.
2003 és 2014 között ügyvédtársasként alapított irodájában működött.

## Politikai pályafutása
Politikai pályafutását 1989-ben kezdte, a Magyar Demokrata Fórumhoz (MDF) csatlakozva Antall József miniszterelnök ifjúsági tanácsadója lett. 1989–1996 között az MDF I. és XII. kerületi szervezetének tagja, választmányi titkár, elnökségi tag. 1996-tól 1999-ig az Magyar Demokrata Néppárt (MDNP) tagja, I. és XII. kerületi alelnök, és a Fidelitas tagja.
1998–2006 között Budapest XII. kerületi önkormányzatának fideszes önkormányzati képviselője. 2013 óta Fidesz választókerületi elnök Pest megye 5. számú választókerületében. 2014 őszétől 2015. októberig a Fidesz frakció szóvivője.
2015. október 21-én Áder János köztársasági elnök a Miniszterelnöki Kabinetiroda kommunikációs államtitkárává nevezte ki. 2018. május 22-én a Miniszterelnökség közszolgálatért felelős államtitkára lett. 2020. január 3-tól a Miniszterelnöki Kabinetiroda kormányzati államtitkára. 2022. május 28-tól deregulációért felelős kormánybiztos.
2023. augusztus 1-től, elődje, Varga Judit lemondásától igazságügyi miniszter.

## Családja
Felmenője, Tuzson János honvéd alezredes Bem tábornok oldalán harcolt, később Székelyföld utolsó csatáját vezette a Nyerges-tetőn. Nagyapja Tuzson János botanikus professzor.
Házas, öt gyermek édesapja.